# Electronistagmografia
L'electronistagmografia (ENG) és una prova diagnòstica per registrar els moviments involuntaris de l'ull causats per una afecció coneguda com a nistagme. També es pot utilitzar per diagnosticar la causa del vertigen, el mareig o el trastorn de l'equilibri provant el sistema vestibular. L'electronistagmografia s'utilitza per avaluar els moviments oculars voluntaris i involuntaris. Avalua el nervi coclear i el nervi oculomotor (NC III). L'ENG es pot utilitzar per determinar l'origen de diversos trastorns oculars i auditius.